# Aféra Daily Telegraphu
Aféra Daily Telegraphu nastolila vnitropolitickou krizi v Německu.

## Předmět aféry
Při návštěvě Velké Británie v říjnu 1908, poskytl německý císař Vilém II. rozhovor deníku Daily Telegraph, ve kterém vyslovil názor, že určitá část německého národa je v nepřátelském vztahu vůči Velké Británii. Sám se označil za přítele Britů, který navíc zabránil vzniku protibritské koalice na mezinárodní scéně. 
Článek vyvolal výrazný odpor v německém zákonodárném sboru Reichstagu a vedl k požadavku okleštění pravomocí císaře. Vilém II. byl nakonec nucen vydat písemný dokument, ve kterém se zavazoval respektovat ústavu. Tato aféra vedla k oslabení pozice kancléře Bülowa, který v Reichstagu císaře velmi vlažně bránil.